# 카토 야스모토
카토 야스모토(일본어: 加藤 泰幹 かとう やすもと[*])는 에도 시대 후기의 다이묘이다. 다른 이름은 야스마사이다. 이요국 오즈번 11대 번주이다. 관위는 종5위하 토토미노카미이다.

## 약력
10대 번주 카토 야스즈미의 장남으로 태어났다. 아명은 사쿠쥬로 (作十郎)이다.
분세이 9년 (1826년), 아버지의 사망으로 가독을 이었다. 번 재적이 막명에 따른 공역으로 악화되었기 때문에 아게마이(上げ米)를 올렸다. 덴포 2년 (1831년) 10월에는 히로카와 치수 공사를 하기도 했다. 그러나 대홍수와 풍수해 등의 천재가 잇따르면서 번 재정은 더욱 악화되었다. 이를 위해 5개년 절약과 물가인하, 심지어 여러 가지 가격정을 제정해 공정가격제도를 도입하는 등, 재정개혁에 수완을 보이고 있다.
가에이 6년 (1853년) 정월 15일에 사망하였고, 그 뒤를 이어 야스토미가 이었다. 묘소는 도쿄도 다이토구 마츠가타니의 카이젠지이다.

## 계보
- 아버지 : 카토 야스즈미 (1785 - 1826)
- 어머니 : 묘쇼인 (妙相院)
- 정실 : 이쿠코 (1814 - 1856) - 레이쥬인(霊寿院), 마에다 토시츠요의 딸
- 측실 : 운린인 (雲林院)
  - 장남 : 카토 야스토미 (1844 - 1864)
  - 4남 : 카토 야스아키 (1846 - 1926) - 카토 야스토미의 양자
- 생모 불명의 자녀
  - 딸 : 치쿄인 (智鏡院) - 모리 모토치카의 정실
  - 딸 : 호리 나오야스의 정실
  - 딸 : 카토 야스노리의 정실
  - 딸 : 카토 아키자네의 정실

| 전임 카토 야스즈미 | 제11대 오즈번 번주 1826년 - 1853년 | 후임 카토 야스토미 |